# زیگیسموند تالبرگ
زیگیسموند تالبرگ (به آلمانی: Sigismond Thalberg) (زادهٔ ۸ ژانویهٔ ۱۸۱۲ – درگذشتهٔ ۲۷ آوریل ۱۸۷۱) نوازندهٔ پیانو و آهنگساز اهل اتریش بود که یکی از تکنیکی‌ترین و مشهورترین نوازندگان پیانو در قرن نوزدهم میلادی محسوب می‌شود. تالبرگ بابت فعالیت‌های هنری‌اش برندهٔ افتخارات و جوایز گوناگونی ازجمله نشان لژیون دونور شده‌است.